# Lampides argentiferus
Lampides argentiferus är en fjärilsart som beskrevs av Hans Fruhstorfer 1921. Lampides argentiferus ingår i släktet Lampides och familjen juvelvingar. Inga underarter finns listade i Catalogue of Life.